# Альфамагический квадрат
Альфамагический квадрат — это магический квадрат, который остаётся магическим, когда его числа заменяются на число букв в имени каждого из чисел. Таким образом, для английского языка число 3 заменяется числом 5, числом букв в английском слове «three» (с англ. — «три»). Так как в разных языках количество букв для каждого числа будет разным, альфамагические квадраты зависят от используемого языка. Альфамагические квадраты были придуманы Ли Сэллоусом (англ. Lee Sallows) в 1986 году.

## Пример для английского языка
Пример ниже это альфамагический квадрат. Чтобы удостовериться, что какой-то магический квадрат является альфамагическим, надо перевести его в форму, в которой все числа превращены в их названия. Например:
| 5  | 22 | 18 |
| 28 | 15 | 2  |
| 12 | 8  | 25 |

превращается в
| five         | twenty-two | eighteen    |
| twenty-eight | fifteen    | two         |
| twelve       | eight      | twenty-five |

Посчитав число букв в каждом числе создаёт квадрат, который также оказывается магическим:
| 4  | 9 | 8  |
| 11 | 7 | 3  |
| 6  | 5 | 10 |

Если сгенерированный квадрат является магическим, изначальный квадрат называется альфамагическим. В 2017 году британский информатик Крис Патуццо обнаружил несколько двойных альфамагических квадратов, в который сгенерированный из изначального квадрата альфамагический квадрат также является альфамагическим (то есть изначальный квадрат является альфамагическим дважды).
У квадрата выше есть ещё одно особенное свойство: если взять все девять чисел из них и поставить их в порядок возрастания, то каждый из них будет следовать за предыдущим.
Данный факт подтолкнул Мартина Гарднера описать данный квадрат как «Безусловно самый превосходный магический квадрат, который когда-либо был найден» (англ. Surely the most fantastic magic square ever discovered.).

## Другие языки
В 2018 году Джамалом Сенджайей был найден первый альфамагический квадрат размером 3×3 для русского языка (см. ниже). Он же нашёл для русского языка ещё 158 альфамагических квадратов размером 3×3, в которых ни одно число не превышает 300.
Книга The Universal Book of Mathematics предоставляет следующую информацию об альфамагических квадратах:
На удивление, большое количество альфамагических квадратов размером 3×3 существуют для английского и других языков. Для французского языка существует лишь один альфамагический квадрат размером 3×3, в котором числа не превышают 200, но существует ещё 255 квадратов, если каждое из чисел не превышает 300.
Для чисел меньше 100, никаких подобных квадратов не существуют для датского или латыни, но существуют 6 для нидерландского, 13 для финского, и невероятное количество — 221, для немецкого. До сих пор ещё не было найдено магического квадрата размером 3×3, из которого можно было бы создать ещё один магический квадрат, а затем из получившегося квадрата создать ещё один магический квадрат (так называемую «альфамагическую тройку»). Также, ни для одного из языков неизвестно ни одного альфамагического квадрата размерами 4×4, 5×5 или более.

## Пример для русского языка
Ниже приведён первый найденный альфамагический квадрат для русского языка размером 3×3.
| 119 | 213 | 16  |
| 13  | 116 | 219 |
| 216 | 19  | 113 |

который в свою очередь превращается в
| сто девятнадцать   | двести тринадцать | шестнадцать         |
| тринадцать         | сто шестнадцать   | двести девятнадцать |
| двести шестнадцать | девятнадцать      | сто тринадцать      |

Посчитав число букв в каждой из девяти ячеек, создаётся квадрат, который также является магическим:
| 15 | 16 | 11 |
| 10 | 14 | 18 |
| 17 | 12 | 13 |

Следует заметить ещё одно интересное свойство: если взять все числа сгенерированного квадрата в порядке возрастания, то каждый из них строго следует друг за другом (начиная числом 10 и заканчивая 18).